# Ambassade des États-Unis en Allemagne
L'ambassade des États-Unis en Allemagne (en anglais : Embassy of the United States in Germany et en allemand : Botschaft der Vereinigten Staaten in Deutschland) est le siège de la mission diplomatique des États-Unis en Allemagne. Elle se situe à Berlin depuis 1999, capitale de la République fédérale allemande, huit ans après la réunification.

## Relations germano-américaines

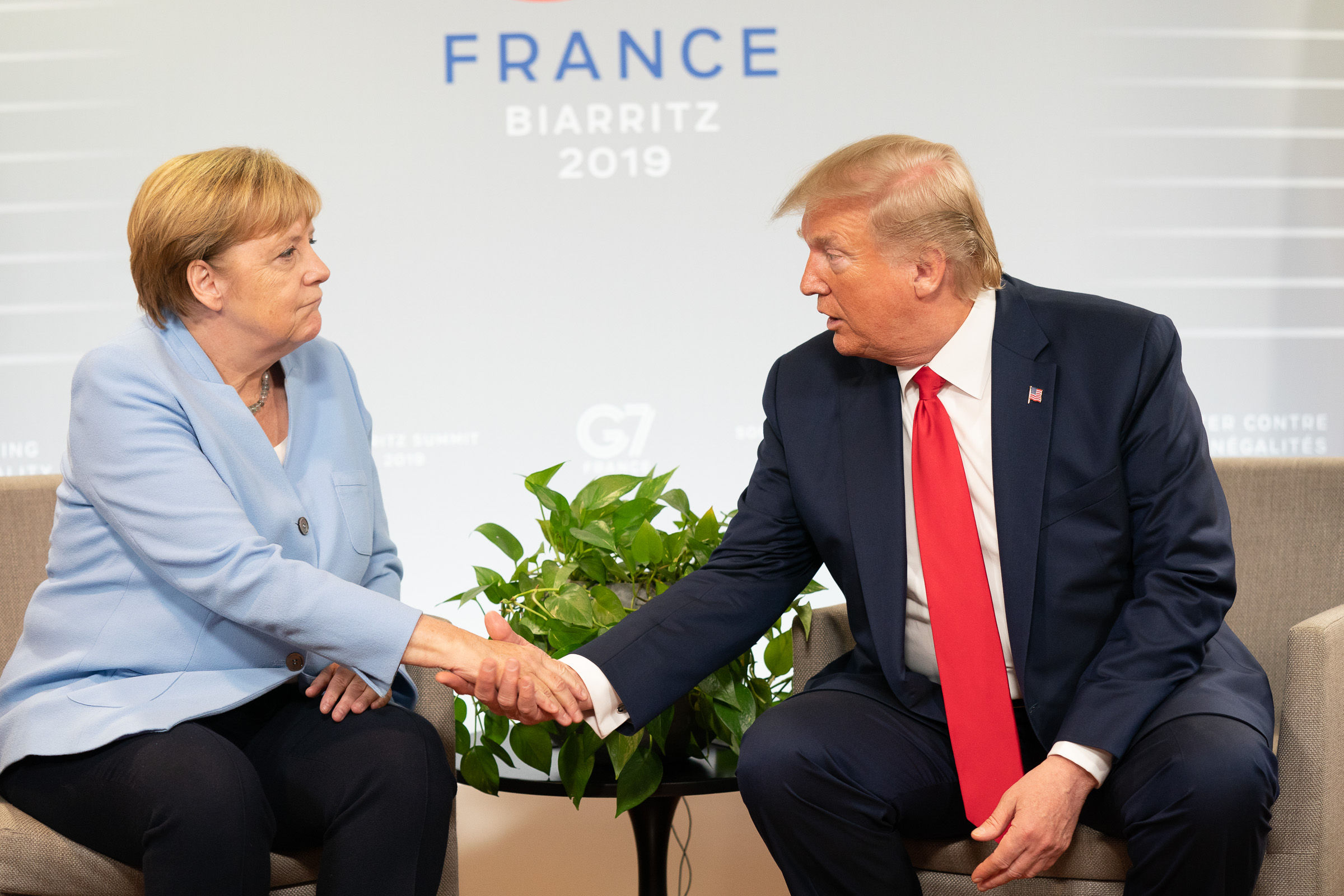
La chancelière allemande Angela Merkel et le président américain Donald Trump au sommet du G7 de 2019.

Établies en 1797 avec le royaume de Prusse puis en 1871 avec l'Empire allemand, les relations germano-américaines sont officiellement rompues de 1801 à 1835, de 1917 à 1921 des suites de la Première Guerre mondiale, puis à nouveau en 1941, lors de la Seconde Guerre mondiale, durant laquelle les Américains se rangent parmi les Alliés, alors que les Allemands font partie de l'Axe ennemi.
Les relations sont rétablies en 1955. Une mission parallèle existe de 1974 à 1990 en République démocratique allemande (RDA).

## Ambassadeurs des États-Unis en Allemagne

### Délégation àBerlin(1797-1801)
| Nom et titre                | Présentation des lettres de créances | Fin de la mission |
| --------------------------- | ------------------------------------ | ----------------- |
| John Quincy Adams, ministre | 5 décembre 1797                      | 5 mai 1801        |

### Délégation àBerlin(1835-1848)
| Nom et titre                     | Présentation des lettres de créances | Fin de la mission |
| -------------------------------- | ------------------------------------ | ----------------- |
| Henry Wheaton, chargé d'affaires | 9 juin 1835                          | 29 septembre 1837 |
| Henry Wheaton, envoyé            | 29 septembre 1837                    | 18 juillet 1846   |
| Andrew Jackson Donelson, envoyé  | 18 juillet 1846                      | 13 septembre 1848 |

### Délégation auParlement de Francfort(1848-1849)
| Nom et titre                    | Présentation des lettres de créances | Fin de la mission |
| ------------------------------- | ------------------------------------ | ----------------- |
| Andrew Jackson Donelson, envoyé | 13 septembre 1848                    | 2 novembre 1849   |

### Délégation àBerlin(1849-1893)
| Nom et titre                  | Présentation des lettres de créances | Fin de la mission |
| ----------------------------- | ------------------------------------ | ----------------- |
| Edward A. Hannegan, envoyé    | 30 juin 1849                         | 13 janvier 1850   |
| Daniel D. Barnard, envoyé     | 10 décembre 1850                     | 21 septembre 1853 |
| Peter D. Vroom, envoyé        | 4 novembre 1853                      | 10 août 1857      |
| Joseph A. Wright, envoyé      | 3 septembre 1857                     | 1er juillet 1861  |
| Norman B. Judd, envoyé        | 1er juillet 1861                     | 3 septembre 1865  |
| Joseph A. Wright, envoyé      | 3 septembre 1865                     | 11 mai 1867       |
| George Bancroft, envoyé       | 28 août 1867                         | 30 juin 1874      |
| J.C. Bancroft Davis, envoyé   | 28 août 1874                         | 26 septembre 1877 |
| Bayard Taylor, envoyé         | 7 mai 1878                           | 19 décembre 1878  |
| Andrew D. White, envoyé       | 19 juin 1879                         | 15 août 1881      |
| Aaron A. Sargent, envoyé      | 18 mai 1882                          | 6 juin 1884       |
| John A. Kasson, envoyé        | 10 septembre 1884                    | 21 juin 1885      |
| George H. Pendleton, envoyé   | 21 juin 1885                         | 25 avril 1889     |
| William Walter Phelps, envoyé | 26 septembre 1889                    | 4 juin 1893       |
| Theodore Runyon, envoyé       | 4 juin 1893                          | 26 octobre 1893   |

### Ambassade àBerlin(1893-1917)
| Nom et titre                     | Présentation des lettres de créances | Fin de la mission |
| -------------------------------- | ------------------------------------ | ----------------- |
| Theodore Runyon, ambassadeur     | 26 octobre 1893                      | 27 janvier 1896   |
| Edwin F. Uhl, ambassadeur        | 3 mai 1896                           | 8 juin 1897       |
| Andrew D. White, ambassadeur     | 12 juin 1897                         | 27 novembre 1902  |
| Charlemagne Tower, ambassadeur   | 29 décembre 1902                     | 8 juin 1908       |
| David Jayne Hill, ambassadeur    | 14 juin 1908                         | 2 septembre 1911  |
| John G. A. Leishman, ambassadeur | 24 octobre 1911                      | 4 octobre 1913    |
| James W. Gerard, ambassadeur     | 29 octobre 1913                      | 5 février 1917    |

### Ambassade àBerlin(1921-1941)
| Nom et titre                           | Présentation des lettres de créance | Fin de la mission |
| -------------------------------------- | ----------------------------------- | ----------------- |
| Ellis Loring Dresel, chargé d'affaires | 10 décembre 1921                    | 18 avril 1922     |
| Alanson B. Houghton, ambassadeur       | 22 avril 1922                       | 21 février 1925   |
| Jacob Gould Schurman, ambassadeur      | 29 juin 1925                        | 21 janvier 1930   |
| Frederic M. Sackett, ambassadeur       | 12 février 1930                     | 24 mars 1933      |
| William E. Dodd, ambassadeur           | 30 août 1933                        | 29 décembre 1937  |
| Hugh R. Wilson, ambassadeur            | 3 mars 1938                         | 16 novembre 1938  |
| Alexander C. Kirk, chargé d'affaires   | Mai 1939                            | Octobre 1940      |
| Leland B. Morris, chargé d'affaires    | Octobre 1940                        | 11 décembre 1941  |

### Ambassade àBonn(1955-1999)
| Nom et titre                           | Présentation des lettres de créance | Fin de la mission |
| -------------------------------------- | ----------------------------------- | ----------------- |
| James B. Conant, ambassadeur           | 14 mai 1955                         | 19 février 1957   |
| David K. E. Bruce, ambassadeur         | 17 avril 1957                       | 29 octobre 1959   |
| Walter C. Dowling, ambassadeur         | 3 décembre 1959                     | 21 avril 1963     |
| George C. McGhee, ambassadeur          | 18 mai 1963                         | 21 mai 1968       |
| Henry Cabot Lodge, Jr., ambassadeur    | 27 mai 1968                         | 24 janvier 1969   |
| Kenneth Rush, ambassadeur              | 22 juillet 1969                     | 20 février 1972   |
| Martin J. Hillenbrand, ambassadeur     | 27 juin 1972                        | 18 octobre 1976   |
| Walter J. Stoessel, Jr., ambassadeur   | 27 octobre 1976                     | 5 janvier 1981    |
| Arthur F. Burns, ambassadeur           | 30 juin 1981                        | 16 mai 1985       |
| Richard R. Burt, ambassadeur           | 16 septembre 1985                   | 17 février 1989   |
| Vernon A. Walters, ambassadeur         | 24 avril 1989                       | 18 août 1991      |
| Robert Michael Kimmitt, ambassadeur    | 5 septembre 1991                    | 28 août 1993      |
| Richard Holbrooke, ambassadeur         | 19 octobre 1993                     | 12 septembre 1994 |
| Charles E. Redman, ambassadeur         | 31 octobre 1994                     | 17 juin 1996      |
| James D. Bindenagel, chargé d'affaires | 17 juin 1996                        | 10 septembre 1997 |
| John C. Kornblum, ambassadeur          | 10 septembre 1997                   | 7 juillet 1999    |

### Ambassade enRépublique démocratique allemande(1974-1990)
| Nom et titre                       | Présentation des lettres de créances | Fin de mission    |
| ---------------------------------- | ------------------------------------ | ----------------- |
| Brandon Grove, chargé d'affaires   | 9 décembre 1974                      | 20 décembre 1974  |
| John Sherman Cooper, ambassadeur   | 20 décembre 1974                     | 28 septembre 1976 |
| David B. Bolen, ambassadeur        | 22 août 1977                         | 20 juin 1980      |
| Herbert S. Okun, ambassadeur       | 20 août 1980                         | 13 janvier 1983   |
| Rozanne L. Ridgway, ambassadeur    | 26 janvier 1983                      | 13 juillet 1985   |
| Francis J. Meehan, ambassadeur     | 16 septembre 1985                    | 30 novembre 1988  |
| Richard Clark Barkley, ambassadeur | 19 décembre 1988                     | 2 octobre 1990    |

### Ambassade àBerlin(depuis 1999)
| Nom et titre                           | Présentation des lettres de créances | Fin de la mission |
| -------------------------------------- | ------------------------------------ | ----------------- |
| John C. Kornblum, ambassadeur          | 7 juillet 1999                       | 16 janvier 2001   |
| Daniel R. Coats, ambassadeur           | 12 septembre 2001                    | 25 février 2005   |
| William R. Timken, ambassadeur         | 2 septembre 2005                     | 5 décembre 2008   |
| John M. Koenig, chargé d'affaires      | 6 décembre 2008                      | 2 septembre 2009  |
| Philip D. Murphy, ambassadeur          | 3 septembre 2009                     | 26 août 2013      |
| John B. Emerson, ambassadeur           | 26 août 2013                         | 20 janvier 2017   |
| Kent Logsdon, chargé d'affaires        | 20 janvier 2017                      | 8 mai 2018        |
| Richard Grenell, ambassadeur           | 8 mai 2018                           | 1er juin 2020     |
| Robin S. Quinville, chargée d'affaires | 1er juin 2020                        | 17 février 2022   |
| Amy Gutmann, ambassadrice              | 17 février 2022                      | 13 juillet 2024   |
| Alan D. Meltzer, chargé d'affaires     | 13 juillet 2024                      | en cours          |

## Architecture de l'ambassade

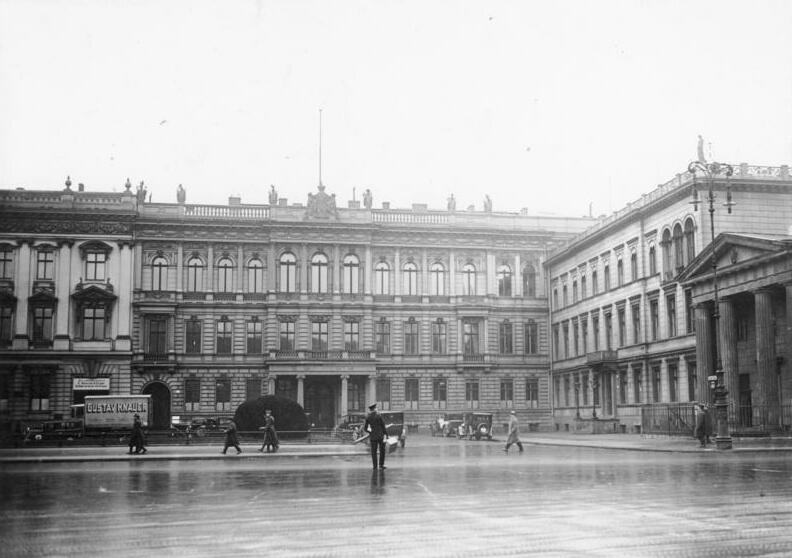
L'ambassade en 1932.
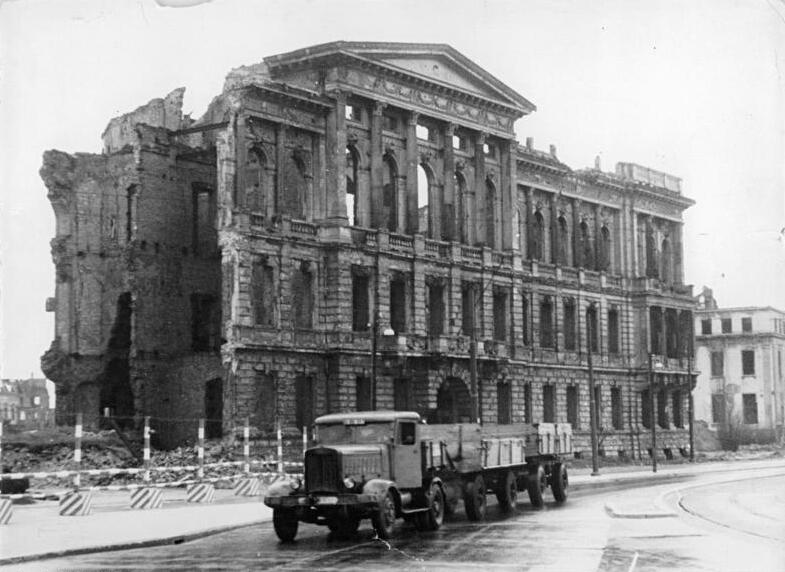
Ruines de l'ambassade, en 1957.
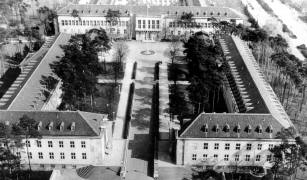
L'ambassade est durant la guerre froide le quartier général de la brigade de la United States Army à Berlin, le Clay Allee Building.
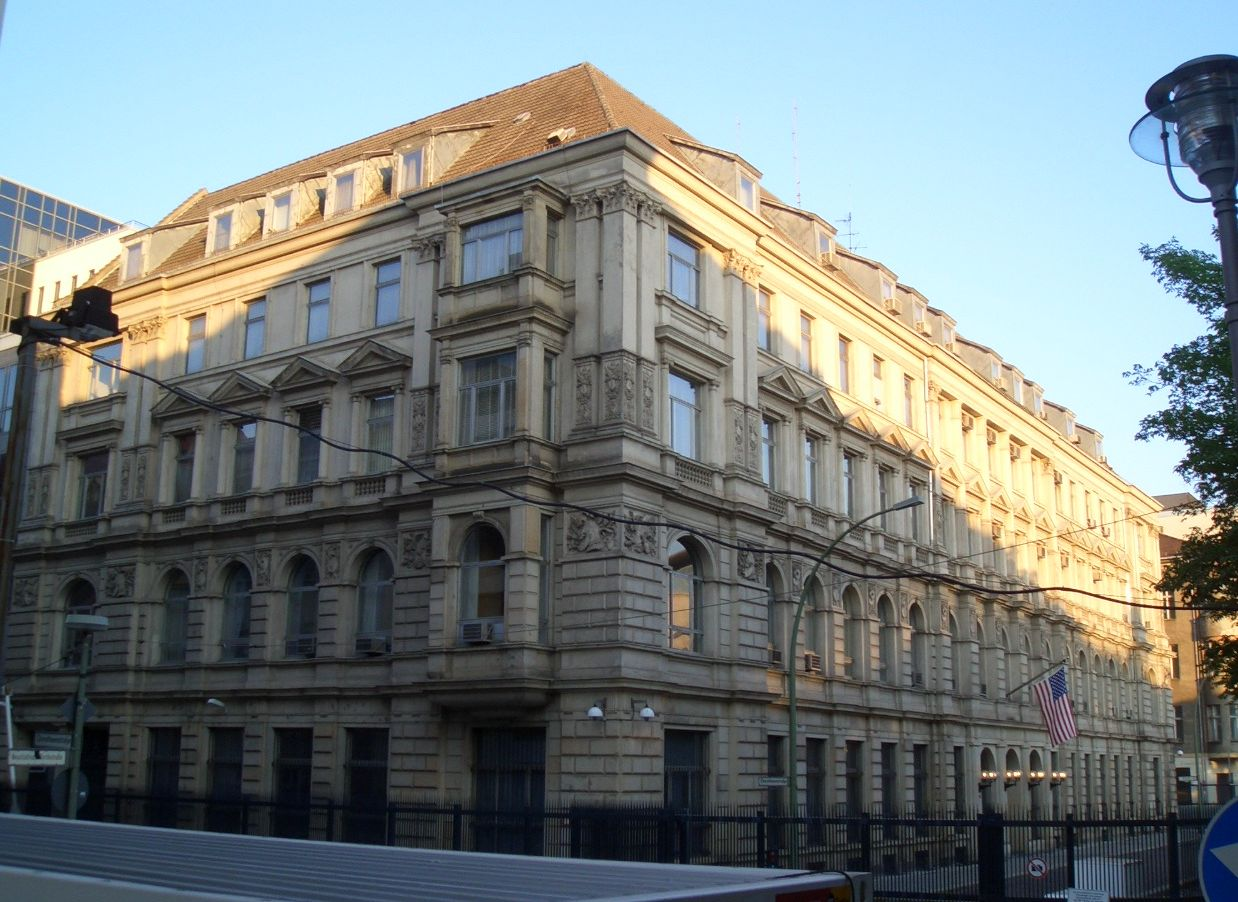
Ambassade berlinoise jusqu'en 2007.
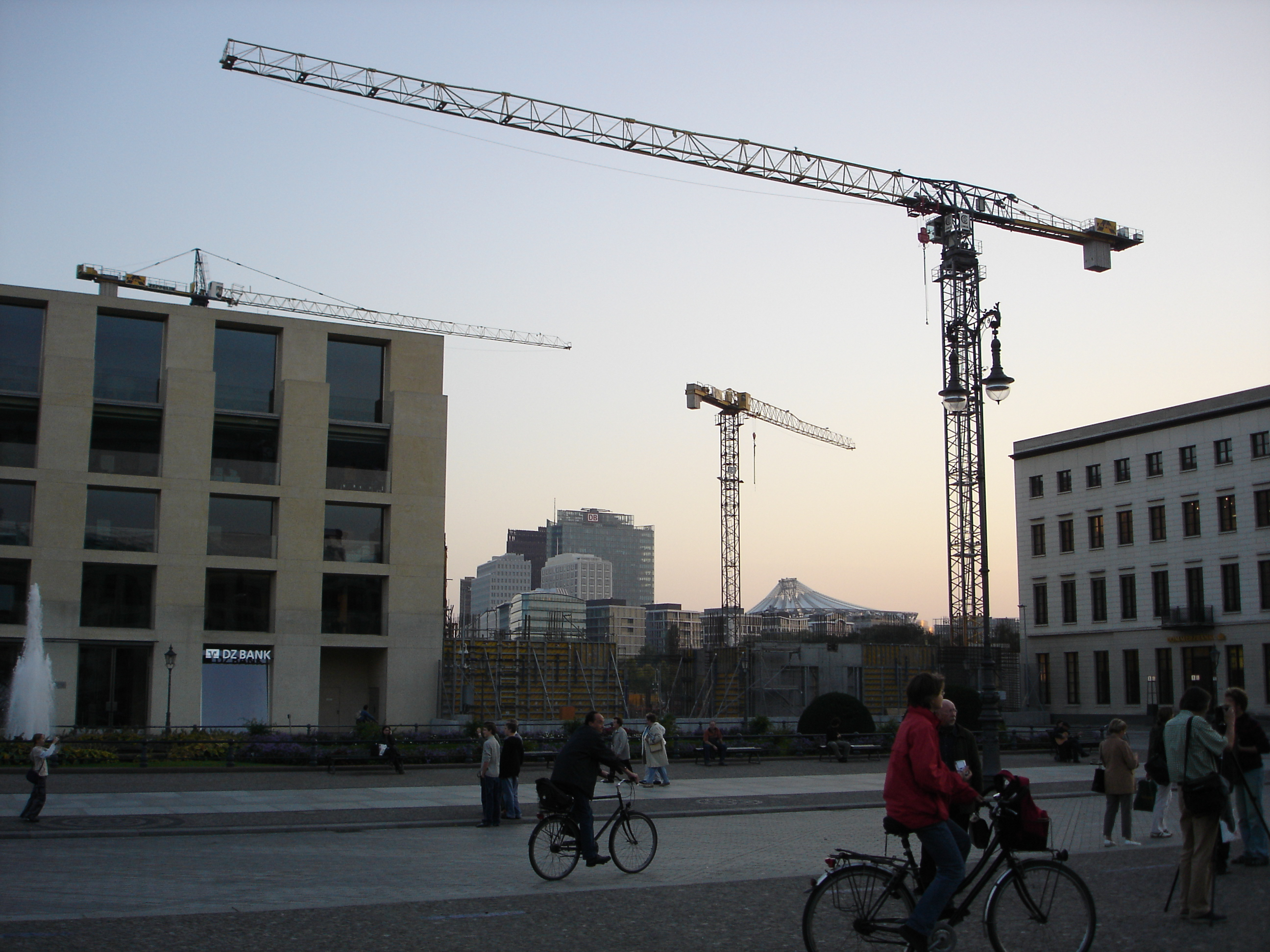
Construction de la nouvelle ambassade.
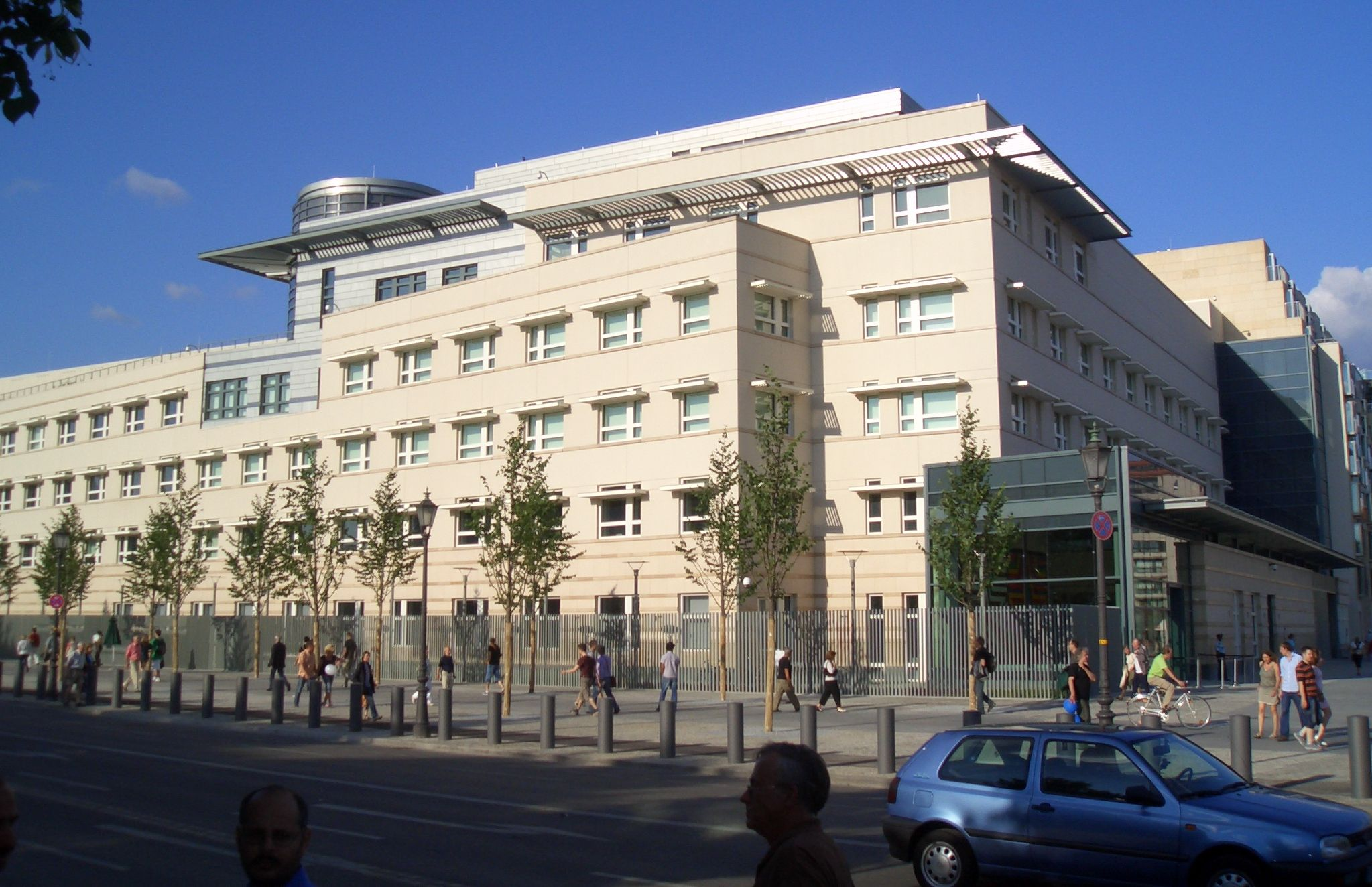
La nouvelle ambassade, en 2008.

### Sources
- (en) Cet article est partiellement ou en totalité issu de l’article de Wikipédia en anglais intitulé « Embassy of the United States, Berlin » (voir la liste des auteurs).

- (en) Cet article est partiellement ou en totalité issu de l’article de Wikipédia en anglais intitulé « United States Ambassador to Germany » (voir la liste des auteurs).

- (en) Cet article est partiellement ou en totalité issu de l’article de Wikipédia en anglais intitulé « United States Ambassador to East Germany » (voir la liste des auteurs).